# Biguá
Biguá, właśc. Moacir Cordeiro (ur. 22 marca 1921 w Iraty, zm. 9 stycznia 1989 w Rio de Janeiro) – piłkarz brazylijski, występujący podczas kariery na pozycji defensywnego pomocnika.

## Kariera klubowa
Karierę piłkarską Biguá zaczął w klubie Aqua Verde w 1939 roku. W 1941 roku przeszedł do CR Flamengo, w którym grał do zakończenia kariery w 1953 roku (z przerwą na krótką przygodę w Bangu AC na przełomie 1944 i 1945). Podczas tego okresu Biguá wygrał z Flamengo czterokrotnie mistrzostwo stanu Rio de Janeiro – Campeonato Carioca w: 1942, 1943, 1944 i 1953 roku. Łącznie w barwach rubro-negro rozegrał 390 spotkań, w których strzelił 9 bramek.

## Kariera reprezentacyjna
W reprezentacji Brazylii Biguá zadebiutował 21 stycznia 1945 w meczu z reprezentacją Kolumbii podczas Copa América 1945 na którym Brazylia zajęła drugie miejsce. Na tym turnieju Biguá wystąpił we wszystkich sześciu meczach z Kolumbią, Boliwią, Urugwajem, Argentyną, Ekwadorem i Chile.
Mecz z reprezentacją Chile był ostatnim w reprezentacji.